# Oscar Dronjak
Oscar Dronjak (født 20 januar 1972) er en svensk guitarist og sangskriver. Han er stifter af power metalbandet HammerFall i 1993.

## Biografi
Noget af Oscars første musiske oplevelse var harmonering med stemmen. Hans første instrument var en trækbasun som han spillede på i fire år hvorefter han skiftede til guitar i en alder af fjorten . Kort tid efter stiftede Dronjak sit første band ved navn The Hippie Killers, senere skiftede de navn til Striker og begyndte at spille heavy metal cover-sange. I denne periode fandt Oscar også ud af at han kunne skrive sange. Senere hen stiftede han et andet band ved navnDesecrator som spillede death metal (senere hen Ceremonial Oath) i 1989 hvor han fungerede som sangskriver, vokalist og engang i mellem lead guitarist. Bandet indspillede deres debutalbum "The Book of Truth" men inden det var færdigt forlod Oscar bandet da han ville lave en anden slags musik.

### Stiftelse af Hammerfall
I 1993 stiftede Oscar bandet HammerFall og inviterede Jesper Strömblad fra In Flames til at slutte sig til ham. Dronjak havde allerede komponeret sangen "Steel Meets Steel" dog måtte han vente med at lave flere sange da han brækkede sin arm i et spil fodbold.. HammerFall blev dog i starten ikke til andet end et side projekt da han spillede med i death metalbandet Crystal Age og ikke havde meget tid til begge ting. Dog havde bandet Crystal Age ikke meget succes og i 1996 blev de opløst. Derefter kunne Dronjak bruge alt sin tid på HammerFall som i 1997 udgav deres debutalbum som gav dem en del succes.

## Fodnoter
1. 1 2  "Arkiveret kopi". Arkiveret fra originalen 23. maj 2007. Hentet 26. maj 2007.